# Bredträsket (Jörns socken, Västerbotten)
Bredträsket är en sjö i Skellefteå kommun i Västerbotten och ingår i Skellefteälvens huvudavrinningsområde. Sjön har en area på 1,21 kvadratkilometer och ligger 337,9 meter över havet. Sjön avvattnas av vattendraget Skidträskån (Grundträskån).

## Delavrinningsområde
Bredträsket ingår i det delavrinningsområde (723831-168583) som SMHI kallar för Utloppet av Bredträsket. Medelhöjden är 346 meter över havet och ytan är 6 kvadratkilometer. Räknas de 3 avrinningsområdena uppströms in blir den ackumulerade arean 27,72 kvadratkilometer. Skidträskån (Grundträskån) som avvattnar avrinningsområdet har biflödesordning 3, vilket innebär att vattnet flödar genom totalt 3 vattendrag innan det når havet efter 119 kilometer. Avrinningsområdet består mestadels av skog (37 procent) och sankmarker (41 procent). Avrinningsområdet har 1,21 kvadratkilometer vattenytor vilket ger det en sjöprocent på 20,2 procent.